# Linea A-A

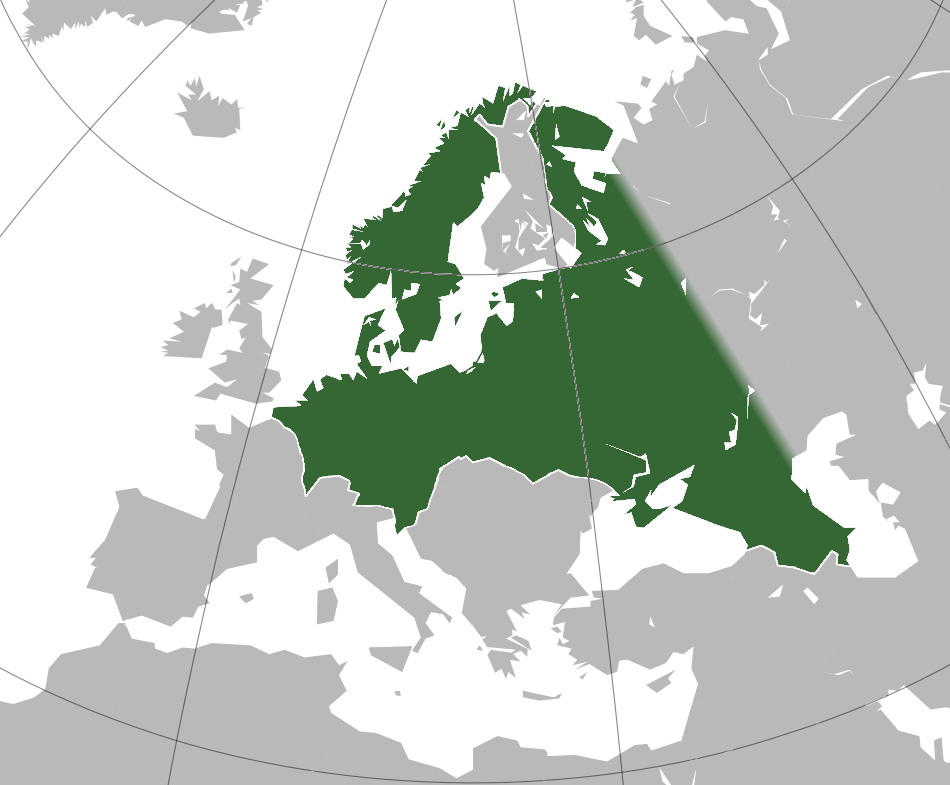
La linea A-A corrispondeva circa al bordo orientale di estensione massima del lebensraum, dalla città di Arcangelo a nord fino ad Astrachan' a sud

La linea Arcangelo-Astrachan', nota anche come linea A-A, era l'obiettivo militare finale dell'operazione Barbarossa. È anche conosciuta come la linea Volga-Arcangelo, o (più raramente) la linea Volga-Arcangelo-Astrachan'.
Fu menzionata per la prima volta il 18 dicembre 1940 nella "Direttiva del Führer 21" che enunciava gli obiettivi e le condizioni di successo da raggiungere con l'invasione tedesca dell'Unione Sovietica, descrivendo l'espansione fino alla "linea generale Volga-Arcangelo" come il suo obiettivo militare finale.

## La pianificazione
La "linea" trova le sue origini in un precedente studio militare condotto nell'estate del 1940 da Erich Marcks. Questo rapporto inquadrava "l'occupazione della Russia" (nome che Marcks utilizzava per riferirsi all'Unione Sovietica) fino alla "linea Arcangelo-Gorky-Rostov" al fine di evitare che l'URSS diventasse in futuro una minaccia per la Germania nazista e per "proteggerla dai bombardieri nemici". Marcks prevedeva che la campagna militare, compresa la cattura di Mosca e oltre, avrebbe richiesto dalle nove alle diciassette settimane per essere completata.
L'ipotetica linea A-A doveva estendersi dalla città portuale di Arcangelo sul Mar Bianco nel nord della Russia lungo la confluenza del fiume Volga fino alla città portuale di Astrachan' alla foce del Volga sul Mar Caspio. L'invasione tedesca dell'Unione Sovietica non sarebbe riuscita a garantire nessuno di questi obiettivi.

## Gli obiettivi
Il piano prevedeva che l'Armata Rossa a ovest della "linea" venisse sconfitta in una rapida campagna militare (guerra lampo) nel 1941 prima dell'inizio dell'inverno.  La Wehrmacht tedesca presumeva che la maggior parte delle forniture militari, dell'industria alimentare e delle risorse umane dell'Unione Sovietica giacessero nelle terre che si trovavano a ovest della cosiddetta linea A-A. Se la "linea" fosse stata raggiunta, inoltre, l'Unione Sovietica sarebbe stata privata di circa l'86% della sua potenziale industria petrolchimica (i noti pozzi petroliferi nel Caucaso).
La linea A-A come obiettivo finale militare era stata scelta perché un'occupazione dell'intera Unione Sovietica in una singola campagna era considerata impossibile date le sue dimensioni geografiche. I rimanenti centri industriali sovietici più a est sarebbero stati distrutti da bombardamenti aerei, per i quali sarebbe stata assegnata un'intera Luftflotte ("flotta aerea"; equivalente a un gruppo d'armate).